# Tharamangalam
Tharamangalam es una ciudad y nagar Panchayat situada en el distrito de Salem en el estado de Tamil Nadu (India). Su población es de 30222 habitantes (2011). Se encuentra a 18 km de Salem y a 53 km de Erode.

## Demografía
Según el censo de 2011 la población de Tharamangalam era de 30222 habitantes, de los cuales 15688 eran hombres y 14534 eran mujeres. Tharamangalam tiene una tasa media de alfabetización del 70,14%, inferior a la media estatal del 80,09%: la alfabetización masculina es del 76,95%, y la alfabetización femenina del 62,81%.